# Jararaca-cruzeira
A jararaca-cruzeira (Bothrops neuwiedi) é uma espécie de serpente da família Viperidae. Endêmica do Brasil, pode ser encontrada na Bahia, Goiás, Minas Gerais, Rio de Janeiro, São Paulo, Paraná, Santa Catarina e Rio Grande do Sul.
É uma serpente de até 1,15 metros. Possui coloração variável entre cinza, marrom ou pardo de acordo com a subespécie, com manchas triangulares escuras, margeadas de claro, e indivíduos jovens com a ponta da cauda branca.[carece de fontes?]

## Outros nomes e etimologia
Também é popularmente conhecida como jararaca-pintada, boca-de-sapo, bocuda, jararaca-do-rabo-branco, jararaquinha, rabo-de-osso, tirapeia e urutu.

## Veneno
Seu veneno tem ação proteolítica. Todas as serpentes do grupo Bothrops, quando injetam o veneno, produzem sintomas semelhantes: no local da picada, sempre há dor, com aumento progressivo; a região afetada começa a inchar gradativamente e surgem manchas róseas (avermelhadas) ou cianóticas (azuladas ou arroxeadas); a seguir, surgem bolhas, que podem conter sangue no interior. Quando as reações locais se tornam mais intensas, aparece febre e podem ocorrer infecções secundárias. Nas ocorrências graves, é possível surgir vômitos, sudorese e desmaio. Nos casos benignos, o sangue coagula; já nos casos graves, torna-se incoagulável de 30 a 60 minutos depois da picada. Em situações mais severas, há perigo da queda da pressão sanguínea, com possibilidade de colapso periférico.[carece de fontes?]

## Subespécies
Existem várias subespécies que variam basicamente na coloração e tamanho. Geralmente, a variação leva o nome do lugar de onde a serpente é endêmica.
- Bothrops neuwiedi goyazensis
- Bothrops neuwiedi meridionalis
- Bothrops neuwiedi neuwiedi
- Bothrops neuwiedi paranaensis
- Bothrops neuwiedi urutu